# Monte Abraão
Monte Abraão is een plaats en freguesia in de Portugese gemeente Sintra en telt 40.000 inwoners (2005).